# Histoire de Prisches

Blason de Prisches

Histoire de Prisches, commune du département du Nord.

## Époque de la Nervie celtique
À l'époque de la Nervie celtique, Prisches se trouve  aux confins de la Forêt charbonnière et de celle de la Thiérache, formant la limite entre les Rèmes de Champagne, les Viromandui (Vermand et Saint-Quentin) et les Nerviens du Hainaut.
Prisches est alors incorporée à la Cité des Nerviens (Cité signifiant plutôt territoire que ville à cette époque) dont la frontière est la vallée de la Riviérette.
Le village de Prisches a, semble-t-il, pour berceau une villa gallo-romaine située aux Lignières. Sous les Mérovingiens, Prisches incorporé à la Neustrie se trouve aux confins de ce royaume, du duché de Champagne et de l’Austrasie.

À la mort de Charlemagne, Prisches passe sous la coupe du royaume de Lothaire. Prisches  se situe dans le royaume de Germanie, qui prend le nom de Saint-Empire romain germanique en 962. La Riviérette sert encore de frontière entre l’Empire et la France Occidentale de Charles le Chauve.
L’habitat prischois se déplace alors vers le Nord, à Battignies, domaine d’un germain Batto, au nom latinisé Battinius. De ce nouveau domaine dépend une forêt que l’on nomme Pérés et qui donnera le nom de Prisches. Pérés évoque les Pierres, probablement celles que l’on a dressées aux Vallées pour borner un vaste territoire de chasse donné le 23 avril 995 à l’Evêque de Cambrai par l’empereur Othon III, et dont la limite orientale va de Barzy au confluent de l’Helpe Majeure et de la Sambre.

## La charte de Prisches
Aux abords de l’an 1000, après les invasions normandes, se produit un mouvement de reconquête du sol lié à l’expansion démographique et à la féodalité naissante. Les paysans de Battignies viennent s’installer à l’emplacement du bourg actuel. Il se crée alors une agglomération nouvelle qui s’attaque aux lisières forestières, multiplie les essarts, et entreprend de réguler le cours de la Rivierette par des barrages de bois, aménageant un bief dont l’eau fait mouvoir la roue d’un moulin.

C’est ce village plus dynamique et plus attractif qui, absorbant peu à peu l’ancienne population de Bettignies, devient Prisches. En l'an mil, la terre d’Avesnes n’est pas encore créée et le Comté du Hainaut vient à peine de naître. Les abbayes de Fesmy, de Liessies, de Saint André-du-Cateau n’ont pas encore vu le jour. La région possède surtout des propriétés Royales, héritées des Empereurs Romains, et tout un réseau de « missions » (qui sont alors les monastères). Les Prischois de l’an mil ont donc les coudées franches, sur leur territoire qu’ils possèdent en pleine propriété, et qu'on appellera bientôt un « alleu » (par opposition au fief). Ce sont avec ces paysans libres que le Seigneur d’Avesnes traitera pour rédiger la fameuse charte de 1158 qui propulsera Prisches brusquement dans l’Histoire.

En effet, la charte de Prisches est l’une des toutes premières. Celle d’Avesnes est de 1200, celle de Trélon de 1162, celle du Favril de 1174, celle de Ramousies de 1193, celle d'Étrœungt de 1248. Cette charte sert de modèle pour une trentaine de seigneuries du Hainaut et du Vermandois. Cette charte permet aux Prischois, moyennant quelques redevances, de s’affranchir de leurs seigneurs. De serfs qu’ils étaient, les habitants deviennent des bourgeois. Le village obtient son autonomie et est dirigé par un maire, secondé par des échevins ou jurés. Un code est établi, réglant à la fois le droit civil et le droit pénal. La charte fixe les statuts des habitants et les usages formant l’ébauche d’une coutume qui restera en vigueur jusqu'à la Révolution française en 1789.

Au Moyen Âge, Prisches n’était encore qu’un village minuscule, probablement réduit à l’actuelle place principale. Cette dernière, large de plus de 150 mètres et entourée d’habitations serrées les unes sur les autres, semble démontrer que le village se renfermait autrefois sur cet espace. Il y avait trois chapelles et un hôpital.

## L’appartenance à la seigneurie d'Avesnes (1096 - 1330)
En 1158, Prisches appartient aux seigneurs d’Avesnes, mais la partie située au sud de la Rivièrette fait partie du patrimoine de l’Abbaye de Fesmy. La place du village, de 150 mètres de côté, entièrement close par des habitations contiguës, est tout à fait exceptionnelle et évoque un bivouac sédentarisé. Au centre se dresse l’église Saint-Nicolas. L’habitat de Prisches est très groupé primitivement et organisé comme les villes neuves du XIIe siècle.

C’est par le mariage d’Ide, sœur de Jacques d’Avesnes, fils de Nicolas que Prisches échoit à Guillaume de Saint-Omer (cf. Généalogie des Seigneurs d’Avesnes). Celui-ci se fait construire à 3,5 km de l’église, un donjon de 10 m de largeur dessinent un carré de 30 m de côté, visible encore au début du XIXe siècle. La construction de ce donjon symbolise peut être la prise de pouvoir des seigneurs avesnois.
En 1213, un accord intervient entre Jacques de Saint-Omer et l’abbé de Maroilles. C’est alors que la limite précise de Prisches au nord et à l’ouest est fixée.

Ayant besoin d’argent, Guillaume vend au monastère Saint-Humbert de nombreux biens et redevances que le pape Grégoire IX s’empresse de confirmer par une bulle datée de 1238. Outre l’église et les dîmes, l’abbaye détient les droits de pêche dans la rivière. Elle possède aussi des terres, près, vignes et bois, les usages dans les forêts et dans les plaines, les droits sur les moulins et les eaux, sur les chemins et les sentiers ainsi que les immunités.

Dès 1232, des conflits surgissent entre la communauté villageoise et son seigneur qui prétend imposer de nouvelles charges aux bourgeois. Intervenant alors, Gautier d’Avesnes oblige en 1235 Guillaume à pardonner « toute émeute et querelle » et à respecter scrupuleusement la charte. Las de voir son autorité contestée par les bourgeois, soutenus par son suzerain, il vend Prisches et ses appartenances en 1247 à 
Jean de Châtillon, sire d’Avesnes. Rentré en possession de ses biens patrimoniaux, dont l’écluse, le moulin Hazart, le vivier Baart, Jean de Châtillon fait plusieurs donations aux pauvres de l’Hôpital, preuve que la croissance économique n’a pas profité à tous et qu’il y a à Prisches une pauvreté préoccupante.

## Autorité du comté du Hainaut (1330 - 1428)
En 1330, Landrecies, Le Favril, Prisches, sont désormais tenus par le comte de Hainaut, et ce dernier délègue son pouvoir au seigneur d'Avesnes, qui devient donc soumis.
L’acte de 1335 mentionne quelque 160 noms de famille à Prisches.Ils indiquent l’origine géographique ou les métiers exercés, certains encore sont des sobriquets.
En 1340, le comte Guillaume II de Hainaut déclare la guerre à la France. Cette guerre qui prendra le nom de guerre de Cent Ans (1337-1453) oppose la France et l’Angleterre est un fléau pour Prisches :
Le moulin à vent du campiau est brûlé. Pour se défendre, les Prischois construisent un fort autour de l’église.
Un autre fléau s'ajoute à celui-ci et décime la population prischoise entre 1348 et 1350 : c'est la peste noire qui tue les trois quarts des habitants du village, pertes démographiques qui ne sont qu’en partie compensées par l’arrivée d’une cinquantaine de familles nouvelles.

## La domination du Duché de Bourgogne (1428 - 1482)
Dès 1414, la région en guerre devient un champ permanent de guerres et pillages. La terre d’Avesnes est mise en coupe par les armées bourguignognes et françaises et Prisches subit de plein fouet les conséquences dramatiques de cette guerre. En 1406, le village comptait 82 feux (foyers) contre 24 seulement en 1424 (représentant de 150 à 200 habitants).

Philippe le Bon (Philippe III, duc de Bourgogne), autre allié de l'Angleterre, tente par tous les moyens d'affaiblir son ennemi le roi de France. Il a notamment un grand projet : accaparer le plus de territoires possibles pour former un gigantesque État bourguignon au nord-est et contrer le royaume de France. Il y arrive progressivement par achats, mariages ou héritages. En 1428, il hérite (pour des raisons généalogiques obscures) du comté de Hainaut. Prisches passe donc sous la coupe du duc de Bourgogne.
Les pires calamités ne s’abattent sur le village qu'entre 1437 et 1438 ; Cette année-là, les pluies ravagent les récoltes, la peste réapparaît et tue à nouveau plus des deux tiers de la population. Heureusement, la paix revient en 1446 par le traité d’Arras. Prisches se repeuple et le dénombrement de 1469 donne 84 feux.

Dès 1470, Louis XI envahit la Picardie et les marches septentrionales du Hainaut  sont attaquées par les garnisons françaises de la Thiérache.
Le 14 juillet 1472, trois cents hommes à cheval et à pied, avec quatre chariots remplis d’engins de guerre viennent pour surprendre Avesnes, mais la trouvant défendue, tournent leur rage sur Prisches.Ils attaquent le fort et l’église qui résistent pendant deux heures.Puis, ils s’emparent de l’église, y mettent le feu, tuant et blessant une centaine d’habitants qui s’y étaient réfugiés. Ils mettent ensuite le village à feu et à sang. Du fort de Prisches, il ne reste au début du XIXe siècle, qu’une grande partie des fossés noyés, de 5 m de largeur, délimitant un espace de 85 m environ d’est en ouest et de 68 m du nord au sud.

La mort de Charles Le Téméraire (fils de Philippe le Bon), tué devant Nancy en 1477 rallume les hostilités. Les troupes de Louis XI envahissent le duché de Bourgogne, la Picardie, l’Artois et le Hainaut. Le Roi fait brûler les villages et couper les arbres.
En 1482, au traité d’Arras, il conclut un accord avec Maximilien de Habsbourg, gendre de Charles Le Téméraire : il s’approprie la Bourgogne et la Picardie, mais reconnaît sur le reste des anciens territoires bourguignons la souveraineté de Maximien de Habsbourg, archiduc d’Autriche.. Ce dernier a en effet épousé Marie de Bourgogne (fille de Charles le Téméraire), ce qui lui permet de revendiquer ces terres.
Prisches devient ainsi un fief des Habsbourg d'Autriche, intégré aux Pays-Bas.

## La puissance des Habsbourg d'Autriche, puis Habsbourg d'Espagne
Les années 1482 à 1655 sont extrêmement rude pour la région qui aux mains des Habsbourg d'Autriche, puis des Habsbourg d'Espagne à partir de 1556, est régulièrement attaquée par la France qui rêve d'en prendre enfin le contrôle. Elle n'y parviendra qu'en 1655, après avoir fait subir à Landrecies sept sièges et deux destructions en moins de 200 ans !
Les attaques de la France s'organisent en deux grandes vagues ;
- La première, de loin la plus féroce, dure de 1521 à 1545. Le village, autrefois à la limite de la France et des Pays-Bas espagnols, fut entièrement détruit au cours des luttes entre François Ier et Charles Quint.
- La seconde s'étend de 1636 à 1655, et s'explique par la volonté de Richelieu, puis de Louis XIV, de conquérir cette région stratégique.

## Prisches française (1655 - 1794)
En 1659, après le Traité des Pyrénées, Madrid accepte et reconnaît officiellement la souveraineté française sur la ville de Landrecies et de ses environs.
En 1700 les choses se compliquent. Cette année-là, Charles II d'Espagne meurt. Or, dans son testament, il choisit de léguer son royaume au duc d'Anjou (petit-fils de Louis XIV). Le danger était évident pour les voisins de la France : si le duc d'Anjou héritait de l'Espagne, et qu'à la mort de Louis XIV il héritait aussi du royaume de France, il se formerait une super-puissance regroupant la France et l'Espagne. Voilà pourquoi les autres pays européens (Saint-Empire, Angleterre, Hollande, Danemark, Savoie...) réagissent vivement, et forment une coalition pour contrer le projet franco-espagnol. C'est le début de la guerre de succession d'Espagne.
La paix fut signée à Rastatt en 1714 après de terribles combats dont furent à nouveau témoins les Prischois.
1790 : à la suite de la subdivision des départements français en districts, à compter de 1790, Prisches appartient au district d'Avesnes jusqu'en 1795, date à laquelle les districts sont supprimés par la constitution du 5 fructidor An III (22 août 1795). Ils seront remplacés par les arrondissements créés par la loi du 28 pluviöse an VIII (17 février 1800). En parallèle, à compter de 1790, Prisches devient le chef-lieu de canton qui regroupe les communes de Beaurepaire-sur-Sambre, Cartignies, Le Favril, Les Fayts (appelés aussi Grand-Fayt et Petit-Fayt), Prisches.
De nouvelles épreuves attendent les Prischois. En avril 1792, une guerre commence contre l'Autriche. Très exactement deux ans plus tard, en avril 1794, les troupes autrichiennes sont devant Landrecies. Prisches souffre beaucoup lors des multiples sièges de Landrecies. En 1794, en particulier, il est le théâtre de combats acharnés entre les troupes françaises et coalisées.

## De 1794 à aujourd'hui
1800 : à la suite de la loi du 28 pluviôse an VIII (17 février 1800) qui crée les arrondissements pour remplacer les districts, Prisches fait partie de l'arrondissement d'Avesnes-sur-Helpe créé au regard de l'arrêté en date du 17 ventôse an VIII. 
L’habitat de Prisches se disperse en de nombreux hameaux sous la nouvelle poussée démographique du XVIIIe siècle. Là, de nombreux oratoires de pierre bleue christianisent l’espace.

Au XVIIIe siècle, Prisches tient encore beaucoup du villages moyenâgeux : coupée de tout, la petite communauté prischoise se divise en une multitude de hameaux éparpillés aux quatre coins de la commune : on en recensera jusqu'à 22 avant la Révolution.

Les « progrès » de l'agriculture sont lents à se manifester en raison, notamment, de la petitesse des exploitations, de l'isolement causé par le mauvais entretien des chemins, des guerres successives, du manque de fumure et d'engrais. Jusqu'à la seconde moitié du XIXe siècle, Prisches ne connaît qu'une économie de subsistance. Les choses changent avec la création de bons chemins vicinaux qui mettent le village en relation avec le Cambrésis, d'où l'on fait venir de la paille, de la chaux, des cendres, des déchets de brasserie pour l'alimentation du bétail, et avec Landrecies où une gare existe à partir de 1855. L'économie de Prisches se tourne alors exclusivement vers les ressources herbagères : laitages, beurre, fromages, engraissement des bestiaux, élevage porcin et arboriculture fruitière ; le bocage se substitue alors totalement aux champs.

## Sources
Cet article a été élaboré à partir des sources suivantes :
1. Il était une fois Prisches, monographie manuscrite de l'abbé Jean-Baptiste Broyart, curé né à Prisches  le 4 décembre 1802 et décédé le 6 mai 1902.
2. Prisches, son histoire, ouvrage de Jean-Louis Boucly, membre de la Commission historique du Nord ; ouvrage publié par le Syndicat d'initiative de Prisches en 2005.
3. Chronologie historique des seigneurs d'Avesnes, d'Adrien Joseph Michaux, publié dans la collection « Monographies des villes et villages de France ».